# Georg Wilhelm Friedrich Hegel
Georg Wilhelm Friedrich Hegel   (Stuttgart, 27 d'agost de 1770 - Berlín, 14 de novembre de 1831) va ser un filòsof alemany pertanyent a l'idealisme.
Va rebre la seva formació en el Tübinger Stift (seminari luterà adscrit a la Universitat de Tübingen), on va fer amistat amb el futur filòsof Friedrich Schelling i el poeta Friedrich Hölderlin. Posteriorment, va treballar com a professor en diverses universitats del món alemany, com ara les de Jena, Heidelberg o Berlín.
El van fascinar les obres de Spinoza, Kant i Rousseau, així com la Revolució Francesa, la qual va acabar rebutjant quan va caure en mans del terror jacobí. Se'l considera l'últim dels més grans metafísics. Va morir víctima d'una epidèmia de còlera, que va fer estralls durant l'estiu i la tardor del 1831.
Considerat per la història clàssica de la filosofia com el representant de la cimera del moviment vuitcentista alemany de l'idealisme filosòfic i com un revolucionari de la dialèctica, hauria de tenir un impacte profund en el materialisme històric de Karl Marx. Hegel és cèlebre com a filòsof molt fosc, però molt original, transcendent per a la història de la filosofia i que sorprèn a cada nova generació. La prova està que la profunditat del seu pensament va generar una sèrie de reaccions i revolucions que van inaugurar tota una nova visió de fer filosofia, que comprèn l'explicació del materialisme marxista, el preexistencialisme de Søren Kierkegaard, la fuita de la metafísica de Friedrich Nietzsche, la crítica a l'ontologia de Martin Heidegger, la filosofia de Jean Paul Sartre, el pensament nietzscheà de Georges Bataille i la teoria de la desconstrucció de Jacques Derrida, entre d'altres. Des dels seus principis fins als nostres dies, els seus escrits continuen tenint gran repercussió, en part donada a les múltiples interpretacions possibles que tenen els seus textos.

## Formació
Hegel va assistir al seminari de Tubinga, amb el poeta èpic Friedrich Hölderlin i l'idealista objectiu Schelling. Els tres van estar atents al desenvolupament de la Revolució Francesa i van col·laborar en una crítica de les filosofies idealistes d'Immanuel Kant i el seu seguidor, Fichte.

## Pensament
Intentarà crear una ciència filosòfica construint el darrer dels grans sistemes filosòfics creats per un sol individu (possiblement el més complex de tots). La raó és essencialment acció i, per això, la filosofia no consistirà en res més que no sigui qüestionar-se per la raó. La raó s'ha convertit així en l'objecte d'estudi (a més a més de subjecte que coneix). L'ésser té un procés d'evolució constant, seguint el mètode dialèctic, i és aquesta evolució la història de l'absolut. La filosofia és el darrer estadi de l'evolució. És la raó que es comprèn a si mateixa.
En aquesta troba l'autoconsciència, la racionalitat i el coneixement en plenitud. Les diverses filosofies són fases de la filosofia fins a arribar al seu moment culminant: la filosofia de Hegel.
Després de Hegel, la filosofia perdrà indefinidament el seu caràcter sistemàtic i el filòsof es convertirà en historiador de la filosofia. Hegel sembla ser el darrer dels filòsofs sistemàtics, i esdevingué certa, en part, la seva darrera afirmació: «I després de mi... el caos». És estrany com d'un filòsof tant sistemàtic esdevingué, en comptes d'un pensament sistemàtic continuador, l'existència d'un pensament tant crític i demoledor...
A partir del seu pensament, es van crear dues escoles diferenciades: la dreta hegeliana (poc important i gens innovadora, que volia utilitzar el pensament de Hegel per a demostrar l'existència d'un déu personal i una ànima immortal) i l'esquerra hegeliana, crítica amb l'obra de Hegel, però inspirada en aquesta, amb Feuerbach i Karl Marx com a màxims exponents, i crítica amb la societat i amb la religió.

## Obra
Se sol considerar com a primera obra realment important de Hegel la seva Fenomenologia de l'esperit (1807), si bé prèviament va publicar algunes altres obres, com La Constitució d'Alemanya (1802), en què reflecteix el trist estat germanicoromà d'aquella època. El sistema que proposa per a Alemanya i el ressentiment que aquí expressa pels altres països d'Europa, amb excepció d'Itàlia que, segons Hegel, comparteix el destí d'Alemanya, fa d'aquesta obra un estrany presagi de la Segona Guerra mundial.
Actualment, la Fenomenologia de l'esperit és considerada la més important obra de Hegel. Mentre vivia, va publicar també la Ciència de la lògica (1812-1816), l'Enciclopèdia de les ciències filosòfiques (1817, amb diverses reedicions posteriors) i la Filosofia del dret (1821). Diverses altres obres sobre la filosofia de la història, religió, estètica i la història de la filosofia es van recopilar a partir dels apunts dels seus estudiants i es van publicar pòstumament, Lliçons sobre filosofia de la història universal i Proves de l'existència de Déu, entre aquestes.

## Teoria
Les obres de Hegel tenen fama de difícils per l'amplitud dels temes que pretenen abastar. Hegel va introduir un sistema per a entendre la història de la filosofia i el món mateix, anomenat sovint dialèctica: una progressió en la qual cada moviment endavant sorgeix com a solució de les contradiccions inherents al moviment anterior. Per exemple, la Revolució Francesa constitueix per a Hegel la introducció de la veritable llibertat en les societats occidentals per primera vegada en la història escrita.
Tanmateix, precisament per la seva novetat absoluta, és també absolutament radical: d'una banda, l'augment abrupte de violència que va caldre per a fer la revolució no pot deixar de ser el que és, i per altra banda, ja ha consumit el seu oponent. La revolució, per tant, ja no té cap on tornar-se més que al seu propi resultat: la llibertat conquerida amb tantes penúries és consumida per un brutal regnat del terror. La història, això no obstant, progressa aprenent dels seus propis errors: només després d'aquesta experiència, i precisament per aquesta, pot postular l'existència d'un estat constitucional de ciutadans lliures, que consagra tant el poder organitzador benèvol (suposadament) del govern racional i els ideals revolucionaris de la llibertat i la igualtat. «En el pensament és on resideix la llibertat».
En les explicacions contemporànies del hegelianisme, per a les classes preuniversitàries, per exemple, la dialèctica de Hegel sovint apareix fragmentada, per comoditat, en tres moments anomenats tesi (en el nostre exemple, la revolució), antítesi (el terror subsegüent) i síntesi (l'estat constitucional de ciutadania lliure). No obstant això, Hegel no va utilitzar personalment aquesta classificació en absolut; va ser creada anteriorment per Fichte en la seva explicació més o menys anàloga de la relació entre l'individu i el món. Els estudiosos seriosos de Hegel no reconeixen, en general, la validesa d'aquesta classificació, encara que probablement tingui algun valor pedagògic, com en la tríada dialèctica, que s'utilitza per a fer referència a la materialització ontològica de la dialèctica en forma d'una concepció de la realitat com a procés circular, procés desenvolupat en tres moments i mogut pel principi de la contradicció.
Hegel es va valer d'aquest sistema, la dialèctica, per a explicar tota la història de la filosofia, de la ciència, de l'art, de la política i de la religió, però molts crítics moderns assenyalen que Hegel, sovint, sembla passar per alt les realitats de la història per tal de fer encaixar el seu motlle dialèctic. Karl Popper, crític de Hegel en La societat oberta i els seus enemics, opina que el sistema de Hegel constitueix una justificació tènuement vetllada del govern de Frederic Guillem III de Prússia i que la idea hegeliana de l'objectiu ulterior de la història és arribar a un estat que s'aproxima al de la Prússia del decenni del 1831. Aquesta visió de Hegel com apologista del poder estatal i precursor del totalitarisme del segle xx va ser criticada minuciosament per Herbert Marcuse en Raó i revolució: Hegel i el sorgiment de la teoria social, argüint que Hegel no va ser apologista de cap estat ni forma d'autoritat senzillament perquè aquests existissin; per a Hegel, l'estat ha de ser sempre racional. Arthur Schopenhauer menyspreà Hegel per l'historicisme d'aquest i va qualificar l'obra de Hegel de pseudofilosofia.
La filosofia de la història de Hegel està també marcada pels conceptes de les «astúcies de la raó» i la «burla de la història»; la història condueix els humans que creuen conduir-se a si mateixos, com a individus i com a societats, i castiga les seves pretensions de manera que la història-món es burla d'ells produint resultats exactament contraris, paradoxals, als pretesos pels seus autors, encara que finalment la història es reordena, i en un bucle fantàstic retrocedeix sobre si mateixa i amb la seva burla i paradoxa sarcàstica, convertida en mecanisme de xifrat, crea també ella mateixa sense voler-ho, realitats i símbols ocults al món i accessibles només als cognoscitius, és a dir, a aquells que volen conèixer.

## Lògica
L'acte mateix del coneixement és la introducció de la contradicció. El principi del tercer exclòs, alguna cosa o és A o no és A, és la proposició que vol rebutjar la contradicció i, en fer-ho, incorre precisament en contradicció: A ha de ser + A o -A, amb la qual cosa ja queda introduït el tercer terme, A que no és ni + ni - i pel mateix és + A i -A. Una cosa és ella mateixa i no és ella, perquè en realitat tota cosa canvia i es transforma ella mateixa en una altra cosa. Això significa la superació de la lògica formal i l'establiment de la lògica dialèctica.
Totes les coses són contradictòries en si mateixes i això és profund i plenament essencial. La identitat és la determinació del simple immediat i estàtic, mentre que la contradicció és l'arrel de tot moviment i vitalitat, el principi de tot automoviment, i només allò que tanca una contradicció es mou.
La imaginació corrent capta la identitat, la diferència i la contradicció, però no la transició de l'un a l'altre, que és el més important, com una cosa es converteix en l'altra.
Causa i efecte són moments de la dependència recíproca universal, de la connexió i concatenació recíproca dels esdeveniments, baules en la cadena del desenvolupament de la matèria i la societat: la mateixa cosa es presenta primer com a causa i després com a efecte.
Cal fer consciència de la intercausalitat, de les lleis de connexió universal objectiva, de la lluita i la unitat dels contraris i de les transicions i les transformacions de la natura i la societat. La totalitat de tots els aspectes del fenomen, de la realitat i de les seves relacions recíproques, d'això està composta la veritat.
La realitat és la unitat de l'essència i l'existència. L'essència no està darrere o més enllà del fenomen, sinó que pel mateix que l'essència existeix, l'essència es concreta en el fenomen. L'existència és la unitat immediata de l'ésser i la reflexió: possibilitat i accidentalitat són moments de la realitat que constitueixen l'exterioritat del real i, per tant, són qüestió que afecta el contingut, perquè en la realitat es reuneix aquesta exterioritat, amb la interioritat, en un moviment únic i es converteix en necessitat, de manera que el necessari és mitjançat per un cúmul de circumstàncies o condicions.
La quantitat es transforma en qualitat i els canvis s'interconnecten i provoquen els uns amb els altres. Les matemàtiques no han aconseguit justificar aquestes operacions que es basen en la transició, perquè la transició no és de naturalesa matemàtica o formal, sinó dialèctica.
Les determinacions lògiques anteriorment exposades, les determinacions de l'ésser i l'essència, no són meres determinacions del pensament. La lògica del concepte s'entén ordinàriament com a ciència només formal, però si les formes lògiques del concepte fossin recipients morts, passius, de meres representacions i pensaments, el seu coneixement seria superflu; però, en realitat, són com formes del concepte, l'esperit viu d'allò real i, per tant, cal indagar la veritat d'aquestes formes i la seva connexió necessària.
El mètode del coneixement no és una forma merament exterior, sinó que és ànima i concepte del contingut. Pel que fa a la naturalesa del concepte, l'anàlisi és la primera, perquè ha d'elevar la matèria donada a la forma d'abstraccions universals, les quals, després, mitjançant el mètode sintètic són posades com a definicions. L'anàlisi resol la dada concreta, aïlla les seves diferències i els dona forma d'universalitat, o deixa el concret com a fonament i per mitjà de l'abstracció de les particularitats que aparenten ser inessencials, posa en relleu un universal concret, o sigui, la força de llei general. Aquesta universalitat és, després, també determinada mitjançant la síntesi del concepte en les seves formes, en definicions.
L'activitat humana uneix el subjectiu amb l'objectiu. El fi subjectiu es vincula amb l'objectivitat exterior a aquest, per un mitjà que és la unitat de tots dos, això és l'activitat conforme a la ment. Així, amb les seves eines, l'ésser humà té poder sobre la natura exterior, encara que pel que fa a les seves finalitats es troba amb freqüència sotmès a aquesta.

## Estètica
Hegel estudia l'art com a manera d'aparèixer la bellesa en la idea. En les seves lliçons sobre estètica, va definir primer el camp en què aquesta ciència ha de treballar.
Va realitzar una distinció entre el bell natural i el bell artístic. El que és bell artístic ho considerà superior al bell natural perquè en el primer està present l'esperit, la llibertat, que és l'únic veritable. El que és bell en l'art serà bellesa generada per l'esperit, per tant partícip d'aquest, a diferència del bell natural que no és digne d'una investigació estètica precisament per no ser partícip d'aquest esperit, que és el fi últim de coneixement.
Abans d'analitzar el bell artístic, Hegel va refutar algunes objeccions que cataloguen l'art com a indigne de tractament científic (amb tractament científic, Hegel es refereix a tractament filosòfic i no a la ciència com s'entén avui).
Com a primer punt a refutar, va parlar de l'afirmació que torna l'art indigne d'investigació científica per contribuir a la relaxació de l'esperit, mancant així de naturalesa seriosa. L'art ha de ser pres com un joc. L'art utilitza la il·lusió com a mitjà per al seu fi, ja que el mitjà ha de correspondre's sempre amb la dignitat del fi, la veritat mai no pot sorgir de l'aparença.
També Hegel, en aquest punt, va fer una crítica a Kant. Aquest ve a dir que l'art sí que és digne d'una investigació científica en assignar-li el paper de mediador entre raó i sensibilitat. Però Hegel no sols no ho creu possible (ja que ni la raó ni la sensibilitat es prestarien a aquesta mediació i reclamarien la seva puresa) sinó que, a més, aclareix que sent mediador l'art no guanyaria més seriositat, ja que no seria una finalitat en si mateix i seguiria estant subordinat a fins més seriosos, superiors.
Dins del camp de l'estètica o filosofia de l'art, Hegel va distingir entre art lliure i art servil, tenint aquest últim finalitats alienes a aquest, com per exemple decorar. És art lliure el que pot ser objecte d'estudi, ja que té fins propis; és lliure i veritable perquè és una manera d'expressar allò diví de manera sensible. D'aquesta manera, l'art s'aproxima a les formes de manifestació de la natura, que és necessària, seriosa i segueix les seves pròpies lleis.
En la seva qualitat d'il·lusió, l'art no pot separar-se de tota la realitat. L'aparença li és essencial a l'esperit, de manera que tot allò real serà aparença per a aquest. Existeix una diferència entre l'aparença en la realitat i l'aparença en l'art. La primera, gràcies a la immediatesa del sensible, es presenta com a veritable, se'ns apareix com el real. En canvi, l'aparença en l'art es presenta com a il·lusió; li treu a l'objecte la pretensió de veritat que té en la realitat i li atorga una realitat superior, filla de l'esperit. De manera que, encara que la idea es trobi tant en el real com en l'art, és en aquest últim on resulta més fàcil penetrar en aquesta.
En tenir l'art com a essència l'esperit, es dedueix que la seva naturalesa és pensar, de manera que, als productes de l'art bell, més enllà de la llibertat i l'arbitri que puguin tenir, l'esperit els fixa límits, punts de suport. Tenen consciència, es pensen sobre si mateixos. El contingut determina una forma.
En ser-li, a l'art, essencial la forma, com a tal serà limitat. Hi haurà un moment en què l'art satisfaci les necessitats de l'esperit, però gràcies al seu caràcter limitat això deixarà de ser així. Una vegada que deixa de satisfer aquestes necessitats, l'obra d'art generarà en nosaltres, a més del gaudi immediat, el pensament i la reflexió. Ara l'art genera en nosaltres parer, aquest que va tenir com a objectiu conèixer l'art, l'esperit que s'hi apareix, el seu ésser aquí. És per això que la filosofia de l'art és encara més necessària avui que en el passat.
Aleshores, els productes de l'art bell seran una alienació de l'esperit en el sensible. La veritable tasca de l'art és dur a la consciència els veritables interessos de l'esperit i és per això que, en ser pensat per la ciència, l'art compleix la seva finalitat.
Dins l'art, Hegel ve a distingir tres formes artístiques, la forma artística simbòlica, la forma artística clàssica i la forma artística romàntica. Aquestes marquen el camí de la idea en l'art; són diferents relacions entre el contingut i la forma.
La forma artística simbòlica ha de ser un mer buscar la forma per a un contingut que encara és indeterminat. La figura serà deficient, no ve a expressar la idea. L'ésser humà, a partir del material sensible de la natura, hi construirà una forma a la qual li adjudica un significat. Es dona la utilització del símbol; aquest, en el seu caràcter d'ambigu, omple de misteri tot l'art simbòlic. La forma serà més gran que el contingut. Hegel ve a relacionar aquesta forma artística amb l'art de l'arquitectura; aquesta, no mostra el diví sinó el seu exterior, el seu lloc de residència. Amb l'arquitectura, es referirà a l'arquitectura de culte, més específicament a l'egípcia, l'índia i l'hebrea.
La forma artística clàssica aconsegueix l'equilibri entre forma i contingut. La idea no sols és determinada, sinó que s'esgota en la seva manifestació. L'art grec, l'escultura, és l'art de la forma artística clàssica. Les escultures gregues no eren, per als grecs, representacions del déu, sinó que eren el déu mateix. Els grecs van ser capaços d'expressar el seu esperit absolut, la seva religió, en l'art. A això es referia Hegel quan parlava del caràcter passat de l'art. L'art, en la seva essència, pertany al passat sempre, perquè és en aquest on la compleix, és en l'art grec on l'art aconsegueix el seu fi últim, la representació total de la idea.
Però, precisament pel caràcter limitat de l'art, aquest equilibri s'ha de trencar. És aquí on es dona el pas a la forma artística romàntica. Una vegada més, hi ha una desigualtat entre forma i contingut, deixen d'encastar de manera perfecta, però ara és la forma la que no és capaç de representar l'esperit. El contingut ultrapassa la forma.
Les arts d'aquesta forma artística són la pintura, la música i la poesia. La idea va anar d'allò més material, la pintura, almenys material, passant per la música, que té com a matèria el so, arribant a la poesia, que és l'art universal de l'esperit, ja que té com a material la bella fantasia. La poesia va travessar totes les altres arts.
Molts filòsofs van reprendre el tema de l'art en Hegel. Hans-Georg Gadamer, per exemple, va parlar de «la mort de l'art» referint-se a l'estètica hegeliana. Hegel mai va parlar d'una mort de l'art, sinó que li va atorgar a aquest el caràcter de passat, passat no entès com quelcom que ja no existeix, el «caràcter passat de l'art» està íntimament vinculat amb la finalitat de la filosofia hegeliana, conèixer l'esperit, que aquest sigui lliure. Dins d'aquest fi, l'art va complir la seva tasca en el passat, en l'època clàssica, per després ser superat per la religió i, en última instància, per la filosofia.

## Eurocentrisme
Hegel va ser un dels promotors més notables de la superioritat europea, més exactament del nord d'Europa, sobre les altres cultures del món. Per a ell, la història universal neix a Àsia, i culmina a Europa. La manifestació més alta del pensament humà, que apareix amb la modernitat, per a ell, amb la reforma protestant a Alemanya, la Revolució Francesa i la Il·lustració, també de «collita» germànica, són els punts de referència en què la subjectivitat es reconeix a si mateixa. Hegel recorda que Anglaterra es va atorgar a si mateixa la «missió» d'expandir la civilització per la resta del món.
Va ser un defensor irrestringible de l'«esperit germànic» que, acompanyat del cristianisme, seria el més avançat de la humanitat:
| « | L'esperit germànic (Germanisches Geist) és l'esperit del Nou Món (neuen Welt), la finalitat del qual és la realització de la veritat absoluta, com autodeterminació infinita de la llibertat, que té per contingut la seva pròpia forma absoluta. El principi de l'imperi germànic ha de ser ajustat a la religió cristiana. El destí dels pobles germànics és el de subministrar els portadors del principi cristià. | » |
| — (Hegel,Vorlesungen über die Philosophie der Geschichte, aWerke, Suhrkamp, Frankfurt Main, t. 12, p. 413; ed. espanyola, t. II, p. 258.) | |   |

## Hegelianisme
La filosofia de l'estat de Hegel, la seva teoria de la història, i la seva consideració de la ment absoluta són les parts més interessants de la seva filosofia i unes de les més fàcils d'entendre. L'estat, diu, representa la ment objectiva. L'esperit individual que, per raó de les seves passions, prejudicis i cecs impulsos, és només en part lliure, subjecte del jou de la necessitat, l'oposat a la llibertat; només pot assolir la plena realització per mitjà de la llibertat del ciutadà. Aquest jou de la necessitat s'expressa primer com a reconeixement dels drets dels altres, després com a moralitat, i finalment com a moral social, en la qual la primera institució és la família. La suma de famílies forma la societat civil que, tanmateix, malgrat la seva forma imperfecta d'organització es compara amb l'estat. L'estat és el cos social perfecte de la idea, i en aquest moment del procés és Déu mateix. L'estat, estudiat en si mateix, posa a la nostra consideració la llei constitucional. En relació amb altres estats, desenvolupa la llei internacional, i en el seu curs general de les vicissituds de la història passa pel que Hegel anomena «dialèctica de la història».
Hegel ensenya que la Constitució és l'esperit col·lectiu de la nació i que el govern és el cos de tal esperit. Cada nació té el seu propi esperit individual, i el més gran dels crims és l'acte pel qual el tirà o el conqueridor apaguen l'esperit de la nació. La guerra, ensenya, és un mitjà indispensable de progrés polític. És una crisi en el desenvolupament de la idea que pren cos en els diferents estats, i surt victoriós d'aquesta crisi, certament, el millor dels estats.
La «base» del desenvolupament històric és, llavors, racional, ja que l'estat és el cos de la raó com a esperit. Tots els aparentment contingents esdeveniments de la història són, en realitat, passos lògics en el desenvolupament de la raó sobirana que és corporificada per l'estat. Passions, impulsos, interessos, caràcter, personalitat, tots aquests són l'expressió de la raó o instruments que la raó forma per al seu propi ús. Nosaltres, per tant, per a entendre els esdeveniments històrics, hem de veure'ls com el dur, desagradable treball de la raó cap a la plena realització de si mateixa en perfecta llibertat. En conseqüència, podem interpretar en purs termes racionals i disposar en categories lògiques la successió dels esdeveniments històrics.
D'aquesta manera, una àmplia visió de la història revela tres importants passos de desenvolupament. La monarquia oriental (el pas de la unitat, de la supressió de la llibertat), la democràcia grega (el pas de l'expansió, en què la llibertat estava perduda en una demagògia inestable) i la monarquia constitucional cristiana (que representa la reintegració de la llibertat en el govern constitucional).

### Seguidors
Després de la mort de Hegel, els seus seguidors es van dividir en dos camps principals i contraris. Els hegelians de dreta, deixebles directes de Hegel a la Universitat de Berlín, van defensar l'ortodòxia evangèlica i el conservadorisme polític del període posterior a la restauració napoleònica.
Els d'esquerra van ser anomenats «joves hegelians» i van interpretar Hegel en un sentit revolucionari, cosa que els va portar a atenir-se a l'ateisme en religió i a la democràcia liberal en política. Entre els hegelians d'esquerra, es compten Bruno Bauer, Ludwig Feuerbach, David Friedrich Strauss, Max Stirner i, el més famós, Karl Marx. Els múltiples cismes en aquesta facció portaren, finalment, a la varietat anarquista de l'egoisme de Stirner i a la versió marxista del comunisme.
Al segle xx, la filosofia de Hegel va tenir un gran renaixement: això es va deure en part que va ser redescobert i reavaluat com a progenitor filosòfic del marxisme per marxistes d'orientació filosòfica, en part a un ressorgiment de la perspectiva històrica que Hegel va aportar a tot, i en part al creixent reconeixement de la importància del seu mètode dialèctic. Algunes figures que es relacionen amb aquest renaixement són Herbert Marcuse, Theodor Adorno, Ernst Bloch, Alexandre Kojève i Gotthard Günther. El renaixement de Hegel també va posar en relleu la importància de les seves primeres obres, és a dir, les publicades abans de la Fenomenologia de l'esperit.
A Dinamarca, el hegelinisme va ser representat per Johan Ludvig Heiberg i Hans Lassen Martens des dels anys 1820 al 1850.
A Amèrica del Nord, és representat per Thomas Watson i William T. Harris. En la seva manera més recent, sembla prendre la inspiració en Thomas Hill Green, i sigui quina sigui la influència que exerceix, és oposada a la tendència pragmàtica prevalent.
A Itàlia, el moviment hegelià va tenir molts adherents distingits, el més notable entre ells és Benedetto Croce que, com a exponent hegelià, ocupa en el seu país la posició ocupada a França per Vicherot cap al final del segle dinou. Entre els filòsofs catòlics que van ser influenciats per Hegel, els més prominent són Georg Hermes i Antón Gunter. El hegelinisme també inspirà la filosofia de Giovanni Gentile de l'idealisme actual i el feixisme, un concepte que la gent associa amb les idees i el canvi social produït pels seus líders.

## Crítica literària
Hegel va aplicar la dialèctica a la teoria dels gèneres literaris, i n'establí una divisió molt completa que tenia en compte l'evolució històrica dels gèneres. Segueix la divisió tripartita de Plató d'èpica, lírica i drama, que identifica amb la tesi, antítesi i síntesi de l'expressió literària.

## Obres principals
- Fenomenologia de l'esperit (Phänomenologie des Geistes), 1806.
- Ciència de la lògica (Wissenschaft der Logik) 1812-1816.
- Enciclopèdia de les ciències filosòfiques (Enzyklopaedie der philosophischen Wissenschaften) 1817-1830.
- Elements de la filosofia del dret (Grundlinien der Philosophie des Rechts) 1819.